# Albert Jan Maat
Albert Jan Maat (ur. 8 lutego 1953 w Heino) – holenderski polityk, działacz organizacji rolniczych, samorządowiec, deputowany do Parlamentu Europejskiego (1999–2007).

## Życiorys
Ukończył szkołę średnią w Zwolle. Od 1977 do 1995 był etatowym pracownikiem CBTB w Groningen, stowarzyszenia chrześcijańskich rolników i ogrodników. Następnie do 1999 pełnił funkcję sekretarza NLTO, regionalnej organizacji rolników i ogrodników. Jednocześnie podjął działalność w Apelu Chrześcijańsko-Demokratycznym (CDA). W drugiej połowie lat 90. był przewodniczącym tej partii w Drenthe. Od 1990 do 1997 zasiadał w radzie miejscowości Eelde.
W 1999 i 2004 uzyskiwał mandat posła do Parlamentu Europejskiego z listy CDA. W PE zasiadał w grupie Europejskiej Partii Ludowej i Europejskich Demokratów, pracował m.in. w Komisji Rolnictwa i Rozwoju Wsi. Od 2002 do 2004 był wiceprzewodniczącym Komisji Rolnictwa i Rozwoju Obszarów Wiejskich. Z mandatu zrezygnował w kwietniu 2007. W tym samym miesiącu wybrano go na przewodniczącego LTO Nederland, holenderskiej krajowej organizacji zrzeszającej pracodawców sektora rolnego i ogrodniczego.